# Karsten Forsterling

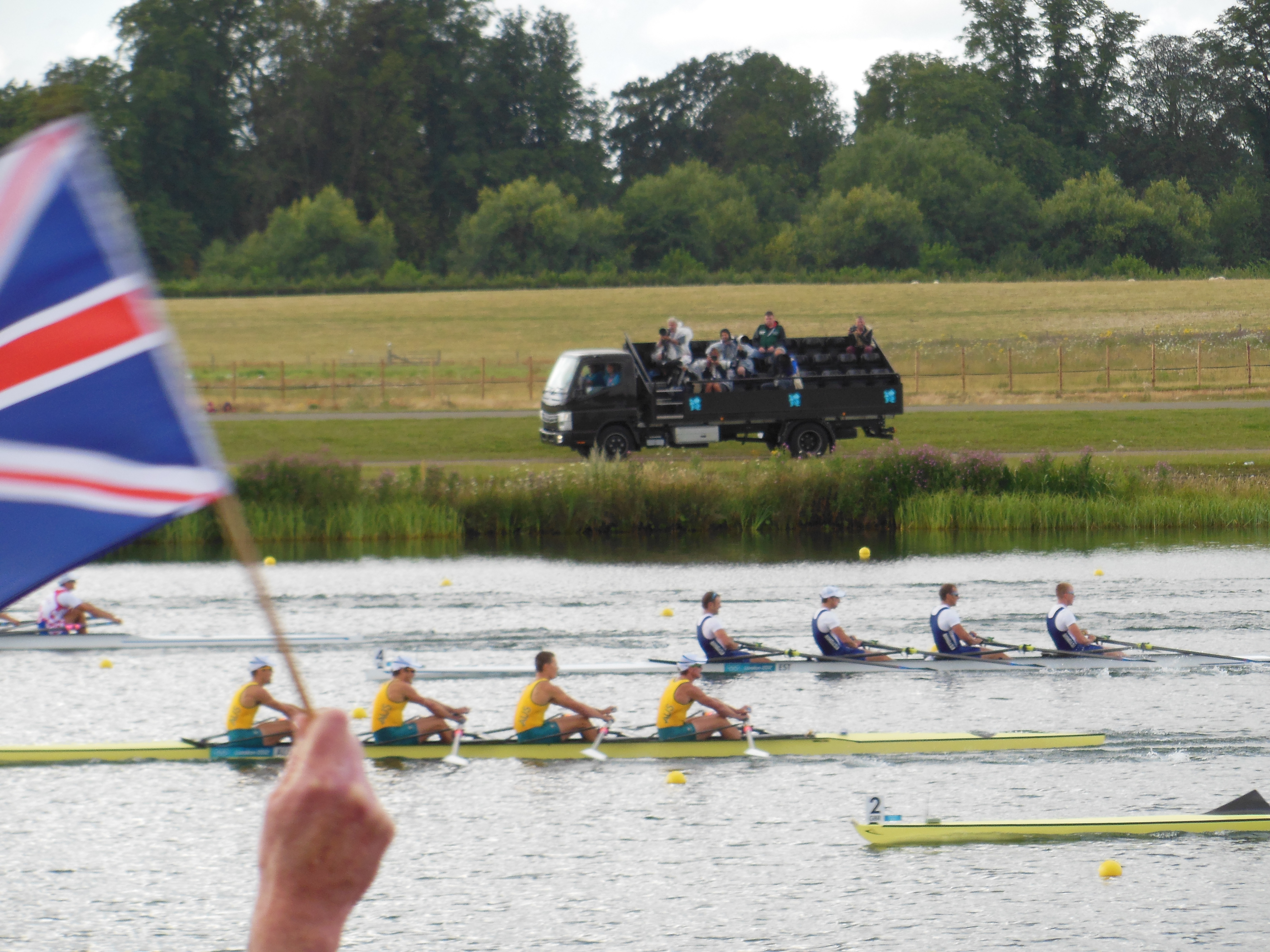
Der australische Vierer (linkes Boot) beim Zieleinlauf der Olympischen Spiele 2012 in London

Karsten Forsterling (* 21. Januar 1980 in Newcastle, New South Wales) ist ein australischer Ruderer.
Forsterling begann 1992 mit dem Rudersport. 1998 belegte er mit dem Vierer ohne Steuermann den vierten Platz bei den Junioren-Weltmeisterschaften. 1999 und 2000 saß Forsterling jeweils beim Weltcup in Luzern im australischen Achter, der den zehnten Platz belegte. 2002 ruderte er mit dem Achter beim Weltcup in München auf den zweiten Platz, bei den Weltmeisterschaften 2002 belegte der australische Achter den siebten Platz. Ein Jahr später erreichte der Achter das A-Finale und kam als fünftes Boot ins Ziel. 2004 trat Forsterling im nichtolympischen Vierer mit Steuermann an und belegte den sechsten Platz bei den Weltmeisterschaften.
Zusammen mit Christian Ryan erreichte Forsterling bei den Weltmeisterschaften 2005 den neunten Platz im Zweier ohne Steuermann. 2006 wieder im Achter gewann Forsterling in Posen seine erste Weltcupregatta, bei den Weltmeisterschaften in Eton kam der Achter als viertes Boot ins Ziel. 2007 in München folgte der achte Platz. Nachdem sich Forsterling 2008 nicht für das australische Olympiateam qualifizieren konnte, war er 2009 international am Start.
2010 kehrte er als Skullruderer zurück. Karsten Forsterling, David Crawshay, James McRae und Daniel Noonan gewannen im Doppelvierer die Bronzemedaille bei den Ruder-Weltmeisterschaften 2010 in Neuseeland. 2011 kam Christopher Morgan für Crawshay ins Boot, Morgan, McRae, Forsterling und Noonan gewannen Gold bei den Weltmeisterschaften in Bled. 2012 belegte der australische Doppelvierer den dritten Platz bei den Olympischen Spielen in London hinter dem deutschen und dem kroatischen Boot.
2015 kehrte Forsterling nach zweijähriger Pause wieder auf die internationalen Regattastrecken zurück. Zusammen mit David Crawshay, Cameron Girdlestone und David Watts gewann er bei den Weltmeisterschaften 2015 hinter dem deutschen Doppelvierer die Silbermedaille. 2016 traten Karsten Forsterling, Alexander Belonogoff, Cameron Girdlestone und James McRae im Doppelvierer an. Die Crew gewann die Weltcup-Regatten von Luzern und Posen. Bei den Olympischen Spielen 2016 erhielten die Australier die Silbermedaille hinter dem deutschen Boot.